# Amphicyonidae
Os Anficionídeos (Amphicyonidae) são uma família de mamíferos carnívoros extintos, que são também conhecidos pelo nome de cães-urso e Tigre-das-Cavernas. Este nome deriva do facto de se assemelharem quer aos ursos, quer aos cães. São geralmente considerados aparentados aos ursídeos (Ursidae), ou, alternativamente, representantes de uma ramificação primitiva dentre os Caniformia, ou até entre os Carnivora mesmo.
Estes animais existiram desde o Eoceno Superior até ao Mioceno Superior, aproximadamente 37 a 9 milhões de anos atrás.

## Descrição
O seu tamanho era variado, alguns animais eram pequenos ou de tamanho semelhante a cães, enquanto outros anficionídeos possuíam grandes dimensões, assemelhando-se aos ursos modernos.

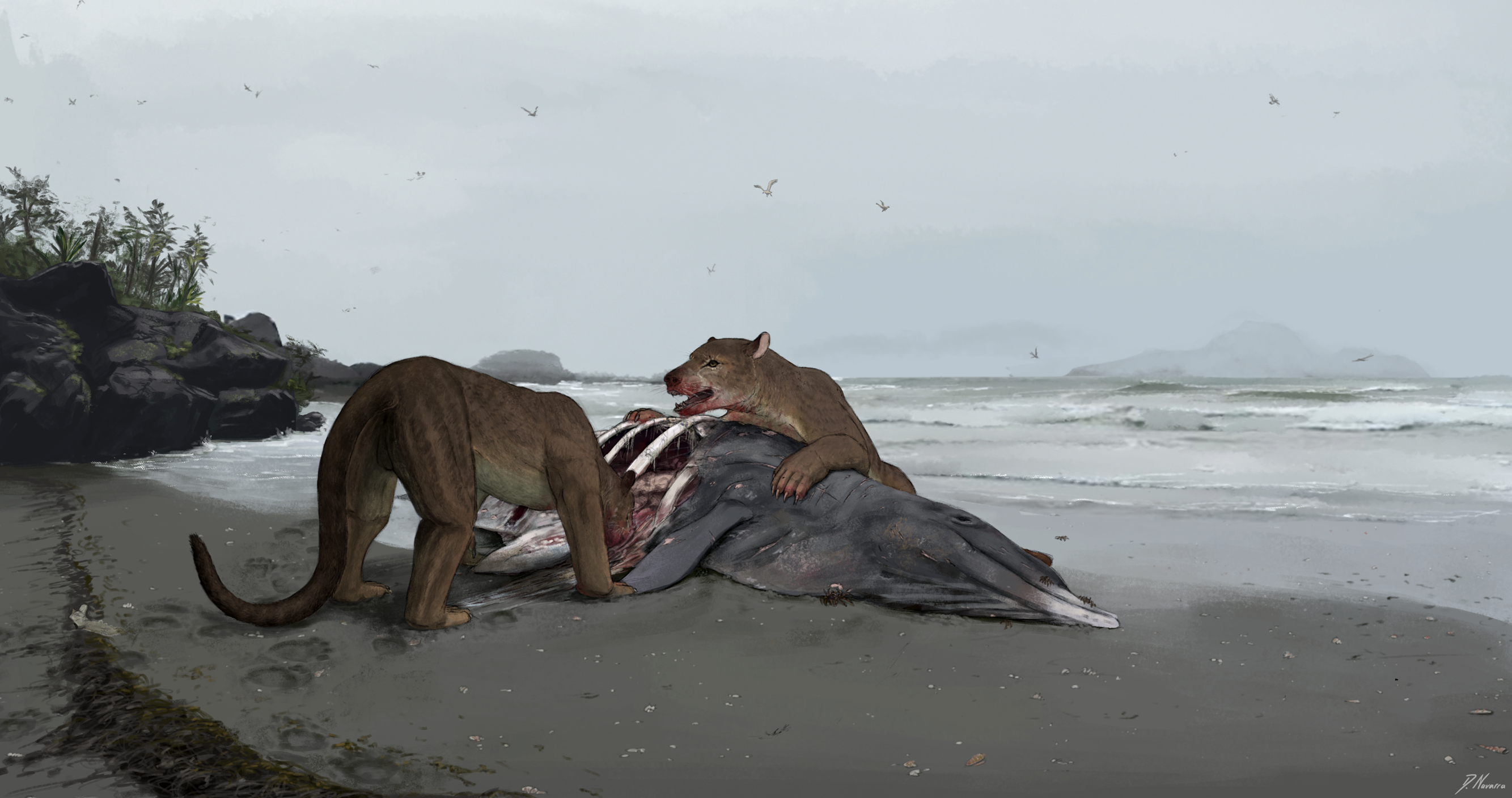
Reconstrução da vida de um casal de Tartarocyon cazanavei consumindo o cadáver de um cetáceo basal indeterminado encalhado na costa do mar que cobria a maior parte da Gasconha durante o Mioceno Inferior.

## Comportamento
Evidências fósseis (pegadas) das espécies de maiores dimensões provam que a sua forma de andar era semelhante aos ursos modernos: apoiando as suas patas no chão e movendo as duas pernas esquerdas e as duas pernas direitas juntas alternadamente.
As espécies menores viviam em tocas debaixo do chão e caçavam as suas presas, perseguindo-as.

## Distribuição
Podiam ser habitualmente encontrados na Eurásia durante o Oligoceno, e espalharam-se pela América do Norte, onde se podem encontrar vários fosséis e pegadas destes animais.

## História Evolucionária

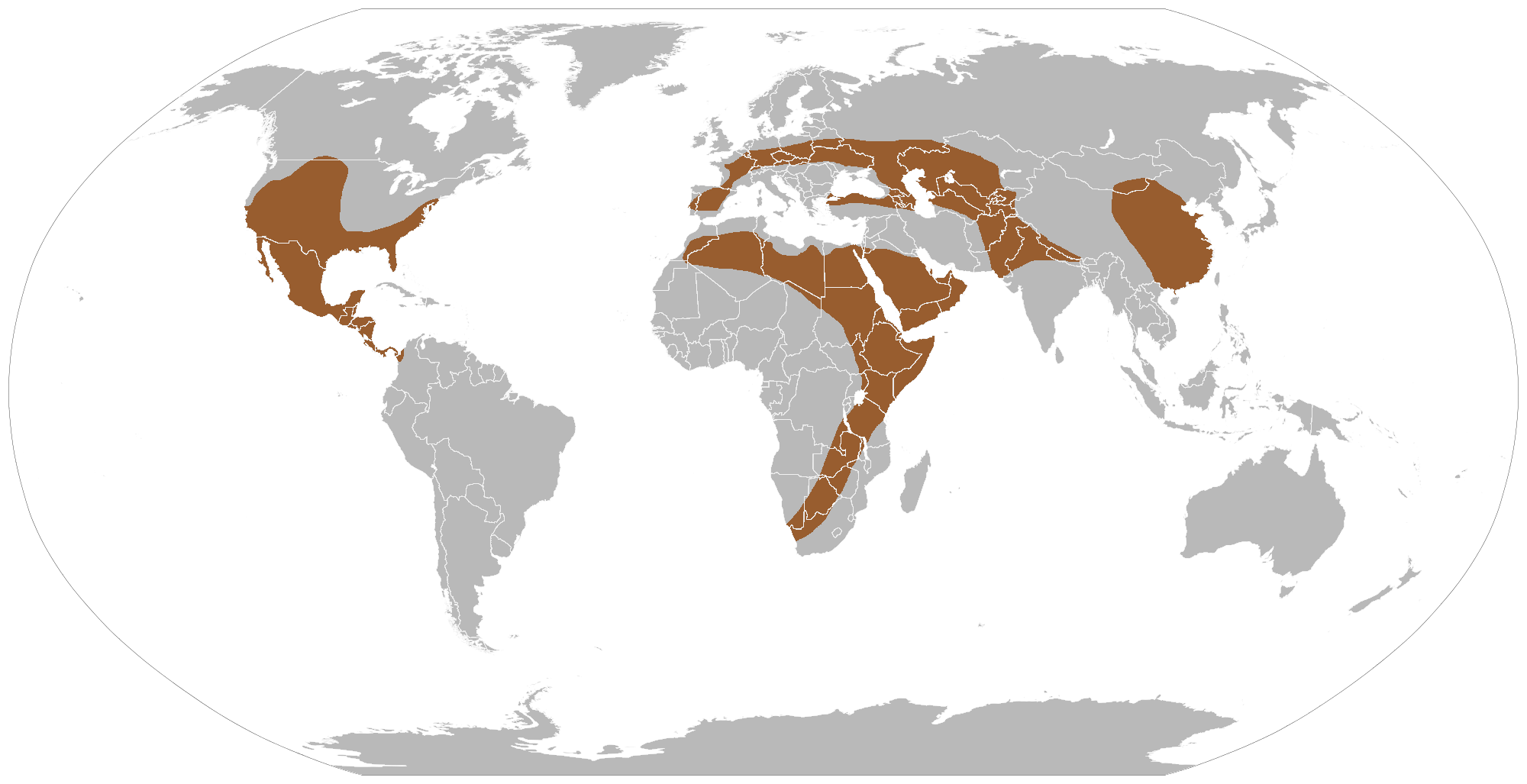
Mapa de abrangência geográfica dos anficionídeos.

Durante o Miocenio inferior, um grande número de Anficionídeos de grandes dimensões migraram da Eurásia para a América do Norte. O primeiro a aparecer nesta região foi o grande cão-urso Ysengrinia Ginsburg (há 23 mihões de anos), seguido pelo Cynelos Jourdan (19.2 Ma) , e depois pelo Amphicyon(18.8 Ma), tendo marcado o início da migração dos Anficionídeos que se prolongou até ao Mioceno Médio. Estes coexistiram nesta região com os daphoenines (Daphoenodon, Borocyon) e temnocyonines há 23.7-17.5 Ma atrás (ver subfamílias em baixo).

## Taxonomia da Família Amphicyonidae Haeckel, 1866

### Subfamíliaincerta sedis
- Gênero Euoplocyon
- Gênero Guangxicyon Zhai et al., 2003
  - Guangxicyon sinoamericanus Zhai et al., 2003 [=Guangxicynodon sinocaliforniae)- Eoceno Superior, Bacia de Bose, Guangxi, China.
- Gênero Heducides
- Gênero Proamphicyon
- Gênero Protemnocyon Hatcher, 1901
  - Protemnocyon inflatus Hatcher, 1901
- Gênero Pseudarctos Schlosser, 1899
  - Pseudarctos bavaricus
- Gênero Symplectocyon Springhorn, 1979
- Gênero Harpagocyon
- Gênero Aktaucyon
  - Aktaucyon brevifacialis Kordikova et al., 2000 - Mioceno Inferior, Cazaquistão (Daphoeninae?)

### Subfamília Daphoeninae Lartet, 1836
- Gênero Paradaphoenus Wortman e Matthew, 1899
  - Paradaphoenus minimus (Hough, 1948) (=Daphoenus minimus)- Orellano, EUA
  - Paradaphoenus cuspigerus (Cope, 1878) (="Amphicyon" entoptychi) - Arikareeano, EUA
  - Paradaphoenus tooheyi Hunt, 2001 - Whitneyano a Arikareeano, EUA
  - Paradaphoenus transversus - Whitneyano a Arikareeano, EUA
- Gênero Daphoenus Leidy, 1853
  - Daphoenus vetus Leidy, 1853 - Oligoceno, Chadroniano a Orellano, EUA
  - Daphoenus angustidens
  - Daphoenus demilo
  - Daphoenus gracilis - Mioceno
  - Daphoenus felinus - Orellano
  - Daphoenus hartshornianus (Cope, 1873) - Chadroniano a Orellano
  - Daphoenus notionastes
  - Daphoenus robustus - Oligoceno
- Gênero Pericyon
  - Pericyon socialis (=Daphoenus socialis) - Oligoceno, Whitneyano, EUA
- Gênero Cynodictis
  - Cynodictis brachyrostris - Oligoceno, França
  - Cynodictis cayluxensis - Oligoceno, França
  - Cynodictis crassidens - Oligoceno, França
  - Cynodictis crassirostris - Eoceno Superior, França
  - Cynodictis longirostris - Quercy, França
  - Cynodictis compressidens - Oligoceno, França
  - Cynodictis ferox
  - Cynodictis intermedius
  - Cynodictis lacustris
- Gênero Brachyrhynchocyon Loomis, 1936
  - Brachyrhynchocyon dodgei (Scott, 1898) (=Daphoenocyon) - Eoceno Superior, Chadroniano, EUA
  - Brachyrhynchocyon sesnoni - Oligoceno, Whitneyano, EUA
- Gênero Haplocyon Schlosser, 1901
  - Haplocyon elegans
  - Haplocyon crucians
- Gênero Haplocyonoides Hürzeler, 1940
  - Haplocyon mordax
  - Haplocyon serbiae
  - Haplocyon ponticus
- Gênero Daphoenodon Peterson, 1909
  - Daphoenodon notionastes Frailey, 1979
  - Daphoenon superbus (Peterson, 1907)
  - Daphoenodon skinneri Hunt, 2002 - Mioceno Inferior, Arikareeano, EUA
  - Daphoenodon falkenbachi Hunt, 2002 - Mioceno Inferior, Arikareeano, EUA
- Gênero Adilophontes Hunt, 2002
  - Adilophontes brachykolos Hunt, 2002 - Mioceno Inferior, Arikareeano, Wyoming, EUA
- Gênero Daphoenictis Hunt, 1974
  - Daphoenictis tedfordi Hunt, 1974 - Eoceno Superior, Duchesneano e Chadroniano, EUA

### SubfamíliaTemnocyoninaeHunt, 1998
- Gênero Mammacyon Loomis, 1936
  - Mammacyon obtusidens Loomis, 1936 - EUA
- Gênero Temnocyon Cope, 1878  (incl. Haplocyonopsis De Bonis, 1973)
  - Temnocyon subferox - Arikareeano, EUA
  - Temnocyon altigenis Cope, 1878
  - Temnocyon ferox Eyerman, 1894
  - Temnocyon coryphaeus
  - Temnocyon josephi
  - Temnocyon percussor Cook, 1909

### SubfamíliaAmphicyoninaeHaeckel, 1866
- Gênero Pseudamphicyon Schlosser, 1887
- Gênero †Brachycyon Filhol - cão-urso de face curta
  - †Brachycyon reyi (Ginsburg, 1966) - Oligoceno, Europa
  - †Brachycyon palaeolycos
  - †Brachycyon gaudryi
- Gênero †Amphicyanis Springhorn, 1977
- Gênero Sarcocyon Ginsburg, 1966
- Gênero †Maemohcyon Peigné et alii, 2006
  - †Maemohcyon potisati Peigné et alii, 2006 - Mioceno Médio, Mae Moh, Tailândia
- Gênero †Goupilictis Ginsburg, 1969 - Oligoceno
- Gênero †Askazansoria
  - †Askazansoria mavrini - Mioceno Inferior, Cazaquistão
- Gênero †Euroamphicyon
  - †Euroamphicyon olisiponensis - Mioceno Inferior (MN 4a)
- Gênero †Amphicyon Lartert, 1836(=Amphicyonops, Progenetta, Miohyaena']
  - †Amphicyon astrei
  - †Amphicyon caucasicus - 17Ma.
  - †Amphicyon  confucianus Young, 1937 - Mioceno Médio, Shanwang, China.
  - †Amphicyon (Megamphicyon) giganteus (Schinz, 1825) - Mioceno Inferior (MN 3- MN 5, 17Ma), Portugal; Mioceno Inferior (MN 4), Artenay, França; Arrisdrift, Namíbia - Mioceno Inferior (MN4)
  - †Amphicyon (Megamphicyon) lathanicus - MIoceno Médio, Savigné-sur-Lathan, França.
  - †Amphicyon longiramus White, 1942
  - †Amphicyon major Blainville, 1841  [=A. eppelsheimensis, A. steinheimensis] - Mioceno Médio (MN6), Sansan, França.

- - †Amphicyon pontoni Simpson, 1930

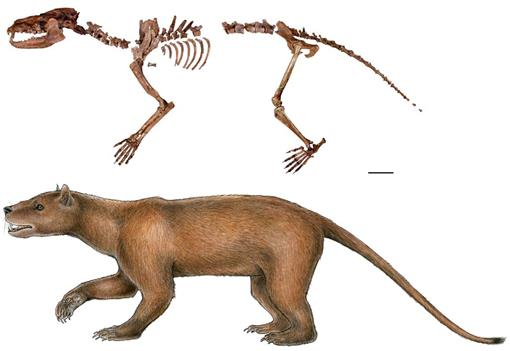
Amphicyon major

  - †Amphicyon tairumensis - Mioceno Médio, Tunggur, Nei Mongol, China
  - †Amphicyon ulungurensis - Mioceno Médio, Karamagay, Xinjiang, China
  - †Amphicyon cooperi Pilgrim, 1932 - Mioceno Inferior, Chitarwata, Bugti,
  - †Amphicyon palaeindicus Lydekker, 1876- Mioceno Médio, Paquistão
  - †Amphicyon pithecophilus Pilgrim, 1932 - Formação Chinji, Paquistão
  - †Amphicyon shahbazi Pilgrim, 1912 - Mioceno Inferior, Chitarwata, Bugti, Paquistão.
  - †Amphicyon sindiensis Pilgrim, 1932 - Mioceno Médio, Formação Manchar, Sind, Paquistão
  - †Amphicyon galushai Hunt, 2003 - EUA
  - †Amphicyon frendens Matthew, 1924 - 17Ma, EUA
  - †Amphicyon ingens Matthew, 1924 - 16Ma, EUA
  - †“Amphicyon” gutmanni
  - †Amphicyon (Arctamphicyon) lydekkeri (Pilgrim, 1910) - Mioceno Superior, Siwaliks, Paquistão
- Gênero Pseudocyonopsis Kuss, 1965
  - Pseudocyonopsis landesquei
  - Pseudocyonopsis ambiguus
  - Pseudocyonopsis antiquus
  - Pseudocyonopsis quercensis (=Cynelos quercensis)
- Cynelos Jourdan, 1862 †
  - Cynelos caroniavorus (White, 1942)
  - Cynelos helbingi
  - Cynelos lemanensis (Pomel, 1846) - Europa
  - Cynelos idoneus (Matthew, 1924)
  - Cynelos rugosidens
  - Cynelos schlosseri - Mioceno Inferior (MN 4), Artenay, França.
  - Cynelos euryodon Savage, 1965 - África
  - Cynelos macrodon Savage, 1965- Mioceno Médio, Ngorora, Quênia
  - Cynelos piveteaui
  - Cynelos sp. nov. Morlo, 2007 - Mioceno Inferior, Wadi Moghara, Egito
  - Cynelos sinapius (Matthew, 1902) - Mioceno, Colorado, EUA.

- Gênero †Harpagophagus
- Gênero †Pseudocyon

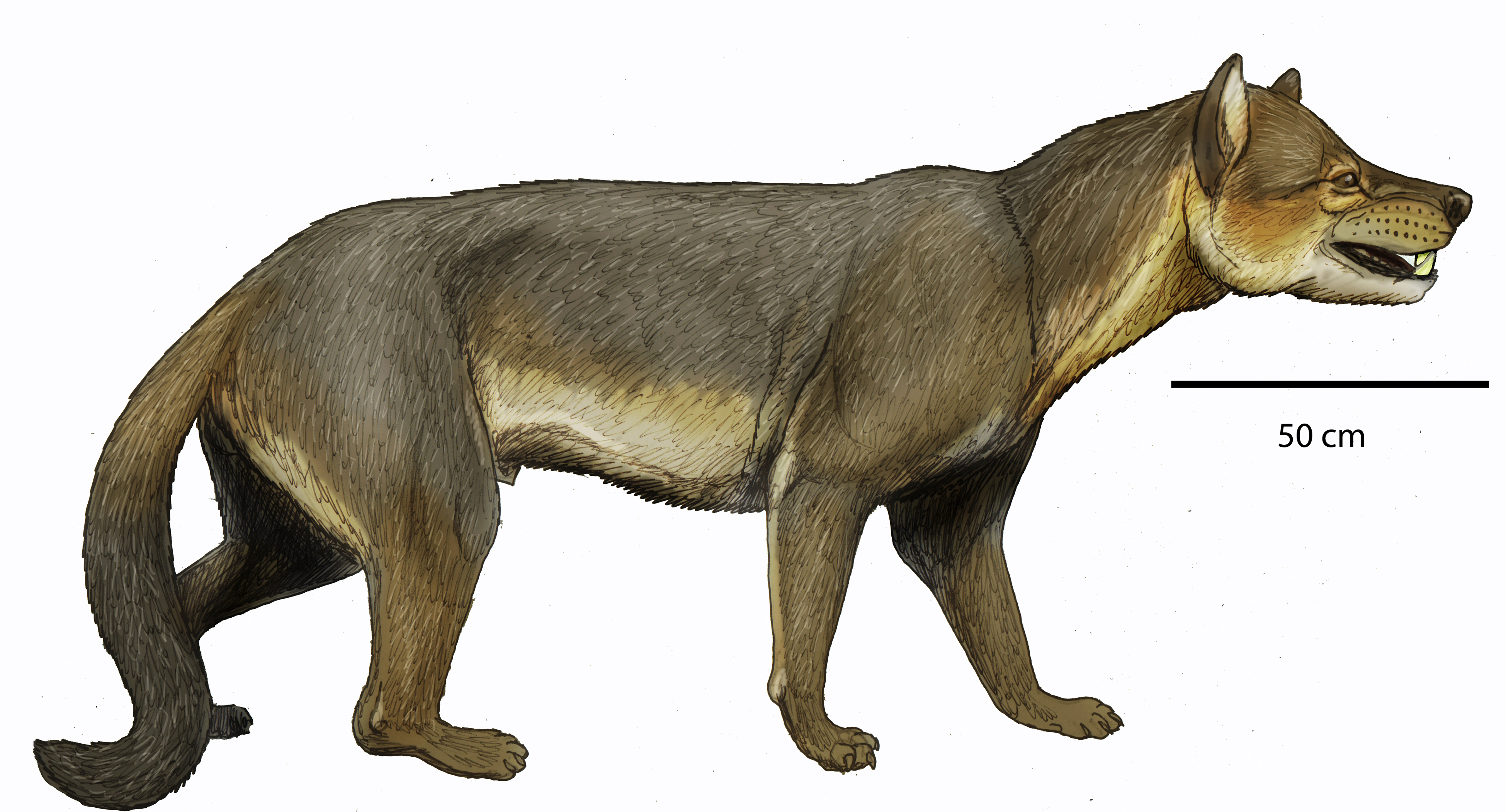
Cynelos sinapius

  - †Pseudocyon sansaniensisLartet, 1851 - Mioceno Inferior (MN 2- MN 7), França, Portugal.
  - †Pseudocyon steinheimensis
  - †Pseudocyon styriacus (=Amphicyon styriacus)
  - †Pseudocyon caucasicus
- Gênero †Ictiocyon Crusafont-Pairó et al., 1955
  - †Ictiocyon socialis (Schlosser, 1904) - Mioceno Inferior (MN3-MN4), Europa.
- Gênero †Pseudarctos
  - †Pseudarctos bavaricus Schlosser, 1899 - Mioceno Médio-Superior (MN5-MN9), Europa.
- †Borocyon
- †Hubacyon
  - †Hubacyon pannonicus
- Gênero †Pliocyon
  - †Pliocyon medius Matthew, 1918 - Mioceno Inferior a Médio, EUA
  - †Pliocyon robustus Berta e Galiano, 1984 - Mioceno Médio, Barstoviano ou Clarendoniano, EUA
- Gênero †Ischyrocyon (=Hadrocyon)
  - †Ischyrocyon walkerae [Pliocyon walkerae] - EUA
  - †Ischyrocyon gidleyi (Matthew, 1902) - EUA
- Gênero Hadrocyon †
- Gênero Agnotherium Kaup, 1833 †
  - Agnotherium antiquum
  - 'Agnotherium grivense (Viret, 1929)
  - Agnotherium kiptalami Morales & Pickford, 2005 - Mioceno Médio, Ngorora, Quênia
- Gênero Thaumastocyon
  - Thaumastocyon dirus
  - Thaumastocyon bourgeoisi Stehlin e Helbing, 1925

- Gênero †Afrocyon
  - †Afrocyon burolleti Arambourg, 1961 - Mioceno Inferior (MN 3-MN 4), Gebel Zelten, Líbia
- Gênero †Myacyon
  - †Myacyon dojambir - Mioceno Inferior (MN 9-10), Oued Mya, Argélia
- Gênero †Gobicyon
  - †Gobicyon macrognathus
  - †Gobicyon zhegalloi

Tribo †Ysengriniini Heizmann and Kordikova (2000)
- Gênero †Ysengrinia Ginsburg, 1965
  - †Ysengrinia gerandiana (Viret, 1929) [=Pseudocyon gerandianus] - St.-Gérand-le-Puy, França
  - †Ysengrinia valentiana Belinchon & Morales - Mioceno Inferior (MN 4), Espanha
  - †Ysengrinia ginsburgi Morales, Pickford, Soria & Fraile - Mioceno, Arrisdrift, Namíbia
  - †Ysengrinia americana (Wortman, 1901) - EUA
  - †Ysengrinia tolosana (Noulet) - Aquitaniano, Paulhiac, França
  - †Ysengrinia depereti (Mayet)- Burdigaliano, Chilleurs-aux-Bois, França
- Gênero †Crassidia Heizmann and Kordikova (2000)
  - †Crassidia intermedia  (von Meyer, 1849) (=Amphicyon intermedius) - Aquitaniano, Süsswasserkalk, Alemanha,
  - †Crassidia crassidens (=Cynelos crassidens) (Viret, 1929)
- Gênero Magericyon Peigné et alii, 2008
  - †Magericyon castellanus (Ginsburg et alii, 1981)
  - †Magericyon anceps Peigné et alii, 2008 - Mioceno Superior (Valesiano, MN9-MN10), Espanha.
- Gênero †Amphicyonopsis
  - †Amphicyonopsis serus (=Amphicyon serus)